# Schoepfia brasiliensis
Schoepfia brasiliensis là một loài thực vật có hoa trong họ Schoepfiaceae. Loài này được A.DC. miêu tả khoa học đầu tiên năm 1857.